# تندو، اندر
تندو، اندر (به فرانسوی: Tendu) یک کمون در فرانسه است که در اندر واقع شده‌است. تندو ۴۲٫۱۷ کیلومتر مربع مساحت و ۵۷۵ نفر جمعیت دارد و ۱۷۱ متر بالاتر از سطح دریا واقع شده‌است.